# Fortificações de Guaratiba
As Fortificações de Guaratiba localizavam-se em posição dominante na barra de Guaratiba, a sudoeste da cidade do Rio de Janeiro, no litoral sul do estado do Rio de Janeiro, no Brasil.

## História
Foi este o trecho do litoral escolhido para o desembarque dos corsários franceses de Jean-François Duclerc (1671-1711), que, marchando pela antiga estrada que dava acesso à Fazenda de Santa Cruz, invadiram a cidade do Rio de Janeiro em Agosto de 1710.
SOUZA (1885), refere que, à época da Independência do Brasil (1822), foram erguidas várias estruturas defensivas entre o [morro do] pontal de Sernambetiba e a barra de Guaratiba, para defesa dessa região:
- Bateria da barra de Guaratiba - constituía-se em uma bateria artilhada com quatro peças;
- Forte Independência - erguido no local conhecido como Lameirão. Constituía-se por duas baterias, uma a cavaleiro da outra, comunicando-se entre si por duas baterias armadas com 10 caronadas (peças curtas e de grosso calibre, utilizadas em artilharia naval).
- Três baterias - estruturas iniciadas para cobrir a costa desde a Sernambetiba até à barra da Guaratiba. Acreditamos sejam as mesmas três baterias identificadas pelo autor para o lado da Sernambetiba (op. cit., p. 113).

Todas essas obras foram suspensas em 1828 (SOUZA, 1885:113).
GARRIDO (1940) refere que todas as fortificações, de Sepetiba à barra de Guaratiba, em 1838, estavam sob o comando único do Capitão Inácio Luiz Sodré (op. cit., p. 127). Por outro lado, o Forte Independência, em conjunto com o Forte do Campinho e as Baterias do Irajá, do Andaraí e de Jacarepaguá, encontravam-se, naquele mesmo ano, sob o comando único do 2º Tenente Florêncio Luiz Ferreira de Menezes (op. cit., p. 126).
As fortificações na Guaratiba e no "Lameiro" encontram-se relacionada entre as defesas do setor Sul ("Fortificações de Sepetiba") no "Mapa das Fortificações e Fortins do Município Neutro e Província do Rio de Janeiro" de 1863, no Arquivo Nacional (CASADEI, 1994/1995:70-71).
Em 1885, todas as fortificações na Guaratiba encontravam-se em ruínas (SOUZA, 1885:113).